# W-стан
W-стан — це заплутаний квантовий стан трьох кубітів, що має вигляд:
{\displaystyle |W\rangle ={\frac {1}{\sqrt {3}}}(|001\rangle +|010\rangle +|100\rangle ),}
та відіграє важливу роль в описі багатокомпонентної заплутаності та деяких інших застосуваннях квантової теорії інформації.

## Властивості
W-стан представляє один з двох класів недвосепарабельних трикубітових станів (інший клас предствляється станом Ґрінберґера — Горна — Цайлінґера, або GHZ-станом), які не можна перетворити (навіть із певною ймовірністю) один в одний за допомогою локальних перетворень. Тобто, квантові стани {\displaystyle |W\rangle } і {\displaystyle |\mathrm {GHZ} \rangle } несуть у собі два абсолютно різні види трикомпонентної заплутаності. Ця різниця між станами яскраво проявляється, наприклад, у наступній властивості W-станів: якщо один із трьох кубітів втрачається, то стан двокубітової частини системи, що збереглася, залишається заплутаним. Ця надійність заплутаності у W-станах сильно контрастує із заплутаністю у станах Ґрінберґера — Горна — Цайлінґера, яка повністю руйнується після втрати одного з кубітів. Взагалі кажучи, W-стани можна відрізнити від інших можливих трикубітових станів за допомогою мір багатокомпонентної заплутаності. Зокрема, на відміну від GHZ-станів, W-стани залишаються певною мірою заплутаними при переході до будь-якого дворозподілу. З іншого боку, 3-сплетення обертається в нуль, а для GHZ-станів ця міра залишається ненульовою.

## Узагальнення
Поняття W-стану можна узагальнити на випадок системи з {\displaystyle N} кубітів, представивши його як суперпозицію всіх можливих чистих станів, в яких тільки один з кубітів знаходиться в «збудженому стані» {\displaystyle |1\rangle }, а всі інші — в «основному стані» {\displaystyle |0\rangle }, з однаковими коефіцієнтами:
{\displaystyle |W\rangle ={\frac {1}{\sqrt {N}}}(|100...0\rangle +|010...0\rangle +...+|00...01\rangle ).}
Як і в трикубітовому випадку, {\displaystyle N}-кубітовий W-стан проявляж стійкість до втрати частин системи і ЛОКК-нееквівалентність із (узагальненим) GHZ-станом.

## Застосування
У системах, в яких один кубіт зберігається в ансамблі багатьох дворівневих систем, логічна «1» часто представляється як W-стан, а логічний «0» — як стан {\displaystyle |00...0\rangle }. В таких системах стійкість W-станів щодо втрати їх частин є дуже корисною властивістю, що може забезпечувати зберігання даних у побудованій на подібних ансамблях квантовій пам'яті.

## Виноски
1. ↑  Чистий стан {\displaystyle N} компонентів {\displaystyle |\psi \rangle } називається дво- або бісепарабельним, якщо можна розподілити його компоненти між двома множинами {\displaystyle A} і {\displaystyle B}, що не перетинаються, де {\displaystyle A\cup B=\{1,...,N\}}, таким чином, що {\displaystyle |\psi \rangle =|\phi \rangle _{A}\otimes |\gamma \rangle _{B}}, тобто, {\displaystyle |\psi \rangle } — це сепарабельний стан[en] відносно розподілу {\displaystyle A|B}.
2. 1 2 3  Dür W., Vidal G., Cirac J. I. Three qubits can be entangled in two inequivalent ways // Phys. Rev. A. — 2000. — Vol. 62. — P. 062314. (arXiv: quant-ph/0005115 [Архівовано 18 лютого 2017 у Wayback Machine.])
3. ↑  Дво- або бірозподіл трьох кубітів {\displaystyle 1,2,3} — це будь-яке з групувань {\displaystyle (12)3,1(23)} та {\displaystyle (13)2}, в яких два кубіти розглядаються як окремий компонент повної системи кубітів. Трикубітовий стан в такому випадку може розглядатися як стан у просторі {\displaystyle \mathbb {C} ^{4}\otimes \mathbb {C} ^{2}}, і для нього можна розраховувати міри двокомпонентної заплутаності.
4. ↑  Fleischhauer M., Lukin M. D. Quantum memory for photons: Dark-state polaritons // Phys. Rev. A. — 2002. — Vol. 65. — P. 022314. (arXiv: quant-ph/0106066 [Архівовано 23 жовтня 2019 у Wayback Machine.])